# Никифор (Асташевский)
Митрополи́т Ники́фор (в миру Николай Петрович Асташевский; 15 [27] мая 1848, Курбатово, Рязанская губерния — 30 апреля 1937, Новосибирск) — епископ Русской православной церкви, митрополит Новосибирский.

## Епископ
Родился 15 (27) мая 1848 года в селе Курбатово Ряжского уезда Рязанской губернии в семье священника, с 1854 года относившегося к Томской епархии. С 1864 по 1870 учился в Томской семинарии. В 1874 году окончил Казанскую духовную академию, получил степень кандидата богословия, был рукоположён во священника.
С конца 1880-х годов преподавал в Томской духовной семинарии.
С 1897 года — ректор Красноярской духовной семинарии.
С 1914 года по 5-8 мая 1915 года — ректор Тобольской духовной семинарии; уволен от духовно-учебной службы «за выслугою срока на пенсию».
Награждён орденом Св. Владимира IV (1903) и III (1906) ст.
В 1917 году будучи протоиереем принял монашеский постриг с именем Никифор и был возведён в сан архимандрита.
15 сентября 1924 года хиротонисан во епископа новообразованной Ново-Николаевской епархии (переименована в Новосибирскую в 1926 году, после изменения названия города).
С епископа Никифора в Ново-Николаевск (ныне — Новосибирск)) началось массовое возвращение духовенства вместе с прихожанами из обновленческого раскола.
В 1927 году возведён в архиепископы.
2 апреля 1931 года награждён правом ношения креста на клобуке.
С 18 апреля 1932 года — митрополит Новосибирский и Барнаульский.
12 марта 1934 года за № 14 было принято Постановление Заместителя Патриаршего Местоблюстителя и Временного при нём Патриаршего Священного Синода, согласно которому положению полномочия областного архиерея предоставлены Преосвященным архиереям главных городов областей, в Западно-Сибирском крае — Новосибирска. Существующие полусамостоятельные епископии превращались в епархии и передавались в общее ведение областных архиереев.
Управлял епархией до мая 1935 года когда ушёл на покой.
Скончался 30 апреля 1937 года в Великую Пятницу. Был похоронен близ Успенской церкви Новосибирска, в 1961 году после её закрытия и сноса останки владыки были перенесены на Заельцовское кладбище Новосибирска.

## Память
В сентябре 2019 года в селе Курбатово Кораблинского района Рязанской области установлена памятная доска с надписью: «В сем святем храме Рождества Пресвятой Богородицы принял крещение уроженец с. Курбатово, выдающийся иерарх Русской Православной Церкви Никифор (Асташевский), митрополит Новосибирский и Барнаульский (1848—1937)».